# 군산용문초등학교
군산용문초등학교는 대한민국 전북특별자치도 군산시에 있는 공립 초등학교이다.

## 학교 연혁
- 2014. 03. 01 47학급 편성ㆍ운영
- 2014. 02. 14 제12회 졸업식 (졸업생 255명 총1,990명)
- 2013. 09. 22 신관 8개 교실 증축 및 급식실 리모델링
- 2013. 02. 15 제11회 졸업식 (졸업생 266명 총1,735명)
- 2012. 02. 14 제10회 졸업식 (졸업생 273명 총1,469명)
- 2011. 02. 15 제9회 졸업식 (졸업생 222명 총1,196명)
- 2010. 09. 01 제5대 안기근 교장선생님 부임
- 2010. 02. 10 제8회 졸업식 (졸업생 197명 총974명)
- 2009. 09. 01 제4대 김원태 교장선생님 부임
- 2009. 03. 01 전라북도교육청지정 독서교육 연구학교
- 2009. 03. 01 38학급 편성ㆍ운영
- 2009. 02. 15 제7회 졸업식 (졸업생 179명 총777명)
- 2008. 08. 25 9개 교실 증축
- 2008. 03. 01 34학급 편성ㆍ운영
- 2008. 03. 01 제3대 김원제 교장선생님 부임
- 2008. 02. 15 제6회 졸업식 (졸업생 150명 총598명)
- 2007. 03. 01 30학급 편성ㆍ운영
- 2007. 02. 15 제5회 졸업식 (졸업생 126명 총448명)
- 2006. 03. 01 30학급 편성ㆍ운영
- 2006. 02. 17 제4회 졸업식 (졸업생 120명 총322명)
- 2005. 03. 01 28학급 편성ㆍ운영
- 2005. 02. 18 제3회 졸업식 (졸업생 90명 총202명)
- 2004. 04. 01 25학급 편성ㆍ운영
- 2004. 03. 01 24학급 편성ㆍ운영
- 2004. 03. 01 제2대 정경숙 교장 부임
- 2004. 02. 16 제2회 졸업식 (졸업생 76명 총112명)
- 2003. 03. 01 19학급 편성ㆍ운영
- 2003. 02. 20 제1회 졸업식 (졸업생 36명 총36명)
- 2002. 09. 01 15학급 편성ㆍ운영
- 2002. 03. 01 12학급 편성ㆍ운영
- 2002. 03. 01 초대 문영길 교장 취임
- 2002. 03. 01 군산용문초등학교로 개교
- 1998. 08. 06 군산용문초등학교 설립인가

## 참고 자료
- 군산용문초등학교 - 한국교육학술정보원 학교알리미